# Gobeo
Gobeo (en euskera Gobeu) es un concejo del municipio de Vitoria, en la provincia de Álava, País Vasco (España).

## Localización
Gobeo está situado 6 km al noroeste del centro de la ciudad de Vitoria, cerca de los límites de la misma que ha crecido prácticamente hasta alcanzar el pueblo y en la orilla izquierda del río Zadorra. 

## Geografía
El concejo forma parte de la Zona Rural Noroeste de Vitoria. 

### Localidades limítrofes
| Noroeste: Antezana de Foronda | Norte: Lopidana | Noreste: Lopidana  |
| Oeste: Asteguieta             |                 | Este: Lopidana     |
| Suroeste Asteguieta           | Sur: Asteguieta | Sureste: Ali-Gobeo |

## Etimología
La primera referencia documentada de la localidad data del año 1025, cuando aparece en el Cartulario de San Millán de la Cogolla como Gobeio. Posteriormente en otros documentos medievales aparece citado como Gobeo (1257), Gobeyo (1294) y Goveyu (1331).

## Historia
En el siglo XI pertenecía a la Merindad de Langrares. Posteriormente, fue una de las aldeas que en 1332 fueron agregadas a Vitoria por el rey Alfonso XI de Castilla. En este concejo, según refiere Lope García de Salazar, fue muerto Ferrando de Canjego.
A mediados del siglo XIX, cuando formaba parte del ayuntamiento de Ali, tenía 30 habitantes. Aparece descrito en el octavo tomo del Diccionario geográfico-estadístico-histórico de España y sus posesiones de Ultramar de Pascual Madoz de la siguiente manera:

GOBEO: l. del ayunt. de Alí (¼ leg.) en la prov. de Alava, part. jud. de Vitoria (½), c. g. de las Provincias Vascongadas, aud. terr. de Burgos (21), dióc. de Calahorra (21): sit. al O. de Vitoria, en terreno llano y húmero por las frecuentes avenidas del r. Zadorra que pasa por su pie; clima sano pero frio, propenso á catarros y afecciones de pecho. Tiene 7 casas, igl. parr. (San Pedro) servida por 2 beneficiados, cementerio, una ermita dedicada á San Miguel y una fuente de buenas aguas que aprovechan los vec. para beber y demas usos domésticos. El térm. se estiende ½ leg. de N á S., y otra ½ de E. á O., y confina N. Yurre; E. Vitoria; S. Alí, y O. Crispijana: dentro de esta circunferencia y en la parte N. hay un monte poblado de robles, fresnos, espinos y otras clases de arbustos. El terreno es de buena calidad, le baña el espresado r. que tiene un puente; hay un soto con arbolado de fresnos y un prado natural con buenas yerbas para los ganados. Los caminos son locales y se hallan en regular estado. El correo se toma en Vitoria, cuando acuden á los mercados. prod.: trigo, cebada, habas y varios menuzales; cria ganado vacuno, caballar, de cerda y cabrio, caza de perdices, liebres y ánades, y pesca de anguilas, truchas y barbos. ind.: un molino harinero. pobl.: 8 vec., 30 alm. riqueza y contr. con su ayunt. (V.)
(Madoz, 1847, p. 430)

Décadas después, ya en el siglo XX, se describe de la siguiente manera en el tomo de la Geografía general del País Vasco-Navarro dedicado a Álava y escrito por Vicente Vera y López:

Gobeo.—Aldea distante de Vitoria 3,200 metros, con 16 viviendas, 14 de dos pisos y 2 de uno. Tiene 93 almas de hecho y de derech, de las que son varones 45 y hembras 48. Su parroquia, rural de segunda clase, pertenece al arciprestazgo de Armentia y está dedicada á San Pedro, y además tiene la ermita de San Miguel. Los niños asisten á la escuela pública de Ali, distante un kilómetro. Situada en la margen izquierda del río Zadorra, limita, al N., con Yurre; al S., con Ali; al E., con Vitoria y con Crispijana. Además del río que riega su término, brotan en él fuentes de buena calidad y sus tierras producen cereales, legumbres y hortalizas; también cría ganado vacuno y lanar. Comunica con Vitoria por un camino vecinal, que salva el río por un buen puente. Fué de las aldeas agregadas el año 1332.

La «Azucarera Alavesa» ha establecido en esta aldea, desde el año 1901, una fábrica de electricidad para uso privado. Consta de una instalación con un generador con 60 caballos de fuerza de vapor y una potencia de 40 kilowats; la fuerza motriz originaria es de vapor, la corriente eléctrica continua y el sistema de trasmisión bifilar y alimenta 700 lámparas de incandescencia, que representan 11,200 bujías.
(Vera y López, 1915-1921, p. 350)

En terrenos que pertenecían al concejo se construyó en el siglo XX el polígono industrial de Ali-Gobeo.

## Demografía
| Gráfica de evolución demográfica de Gobeo entre 2000 y 2017 |
|                                                             |
| Población de derecho según los censos de población del INE. |

## Cultura

### Patrimonio material
- Iglesia de San Pedro Apóstol. Posee una portada sin decoración del siglo XVI y una torre del XVII. Su retablo mayor se sitúa entre el rococó y el neoclasicismo.[6]
- Ermita de San Miguel de Acha. Desapareció en el siglo pasado y donde se han encontrado varios elementos de la época romana.[7]
- Palacio del historiador Landázuri, con un hermoso escudo de armas en el que consta la inscripción "Antes morir que machar el vivir". Este edificio se levantó en la segunda mitad del siglo XVII.

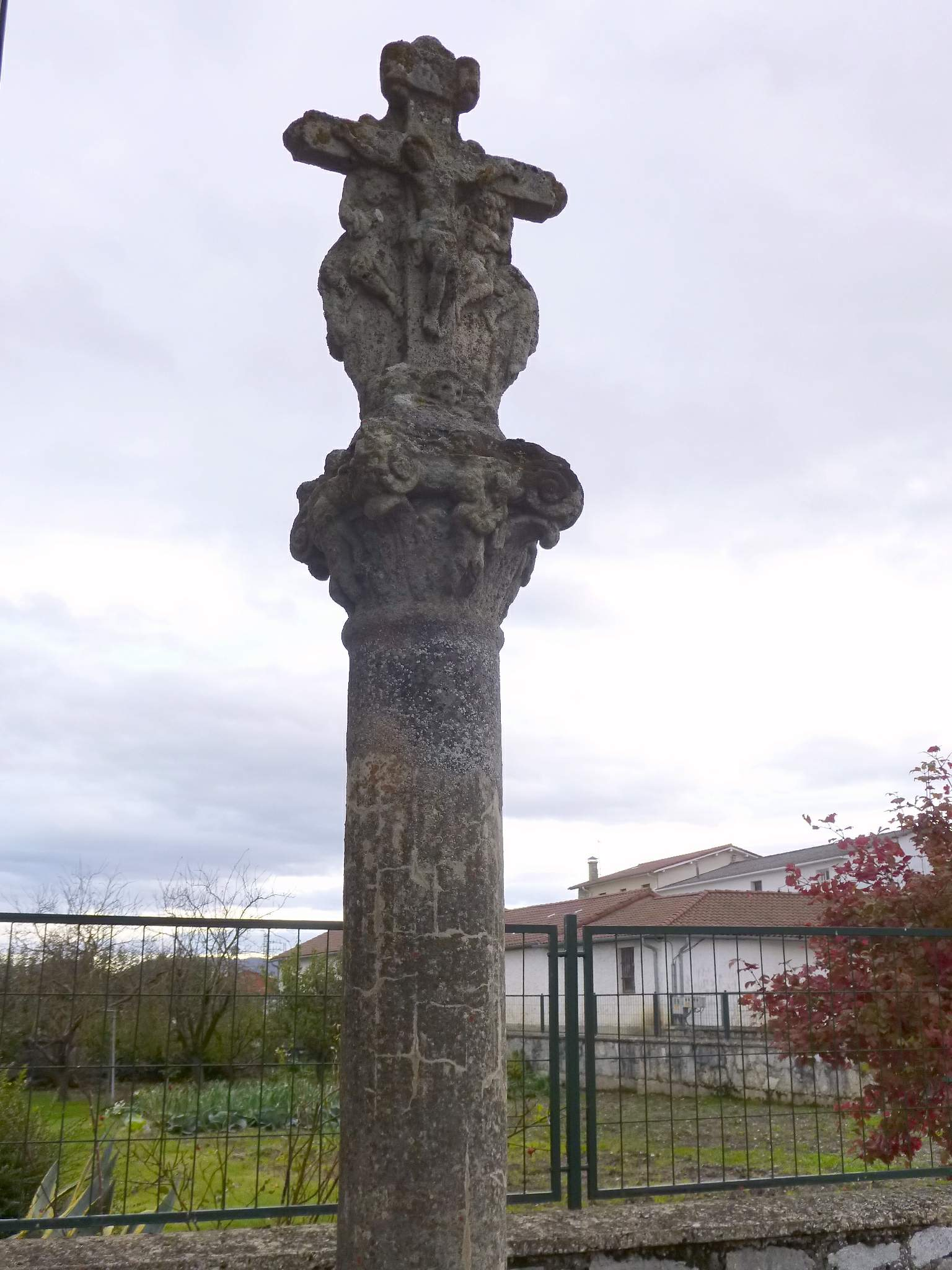
Crucero de Gobeo

- Crucero del siglo XVI y un puente de piedra sobre el río Zadorra.[8]

### Patrimonio inmaterial
Los vecinos de Gobeo son conocidos como rebeldes y sus fiestas patronales se celebran el 29 de junio por San Pedro.